# Беларусь и Совет Европы

Флаг Республики Беларусь

Флаг Совета Европы

Республика Беларусь не является членом Совета Европы, так как не ратифицировала Конвенцию о защите прав человека и основных свобод, однако Беларусь является кандидатом на вступление, а Совет Европы предпринимает ряд мер для налаживания сотрудничества с Беларусью.

## История
16 сентября 1992 года Парламентская ассамблея Совета Европы присвоила статус «специально приглашённого» Верховному Совету Республики Беларусь.
12 марта 1993 года Беларусь подала заявку на вступление в Совет Европы, однако в январе 1997 года Бюро Парламентской ассамблеи Совета Европы приняло решение о приостановлении статуса «специально приглашённого» у Национального собрания Республики Беларусь (по результатам референдума в Беларуси 1996 года была принята новая редакция Конституции Республики Беларусь, изменившей название парламента страны), так как после проведённого референдума 1996 года в Беларуси не был введён мораторий на смертную казнь, вследствие чего рассмотрение заявки Беларуси на вступление было отложено.
Однако, несмотря на этот факт, Министерство иностранных дел Республики Беларусь отмечает, что «взаимодействие с Советом Европы продолжает развиваться по целому ряду направлений». Так, например, 10 июля 2019 года Комитет министров Совета Европы принял План действий Совета Европы для Беларуси на 2019—2021 годы.
Также, Беларусь участвует в программе «Партнёрство ради качественного управления» для стран Восточной Европы, реализуемой Советом Европы и Европейским союзом, охватывающей сотрудничество в различных сферах, в том числе в области борьбы с коррупцией, преступлениями в сфере информационных технологий, вопросах судебной системы. С 2010 года Беларусь принимает участие в заседаниях Европейской комиссии за демократию через право в статусе ассоциированного члена, а также в 11 комитетах Совета Европы.
Беларусь подписала 12 нормативно-правовых актов Совета Европы, в частности, в 1993 году — Европейскую культурную конвенцию, в 2014-м — Конвенцию о противодействии торговле людьми, в 2015-м — Дополнительный протокол к Конвенции об уголовной ответственности за коррупцию, в 2019-м — Конвенцию по контрафактной медицинской продукции и аналогичной преступной деятельности, представляющей угрозу для здравоохранения. К тому же, 17 ноября 2017 года был ратифицирован Дополнительный протокол к Конвенции против применения допинга.
Прорабатывается возможность присоединения Беларуси к другим конвенциям Совета Европы, открытым для подписания странами, не являющимися его членами. Продолжается диалог Национального собрания Республики Беларусь и Парламентской ассамблеи Совета Европы, например, 27 июня 2017 года последняя приняла доклад «Ситуация в Беларуси», в котором была отражена необходимость «поддержания контактов высокого уровня с белорусскими властями».
В декабре 2008 года Конгресс местных и региональных властей Совета Европы присвоил статус наблюдателя Совету по взаимодействию органов местного самоуправления при Совете Республики Национального собрания Республики Беларусь. Участие представителей последнего в Конгрессе способствует получению информации о развитии местного самоуправления в странах-членах Совета Европы.
С 2009 года в Минске на базе факультета журналистики Белорусского государственного университета работает Информационный пункт Совета Европы, целью которого является информирование белорусских органов власти, общественных движений, высших учебных заведений и граждан о деятельности, ценностях и достижениях Совета Европы.
В феврале 2010 года прошёл круглый стол «Совет Европы и Беларусь», затрагивавший вопросы работы информационного пункта в Минске, путей интеграции Беларуси в Совет Европы и рассмотрение основных нормативно-правовых актов последнего. В сентябре этого же года был организован круглый стол «На пути к отмене смертной казни», направленный на рассмотрение возможности отмены смертной казни в Беларуси. Совет Европы полагает, что «данные меры способствуют информированию об основных принципах деятельности Совета Европы, его задачах и целях, и являются эффективными мерами, позволяющими наладить сотрудничество в области защиты прав человека, как с другими странами, так и с Республикой Беларусь».
12 ноября 2019 года на переговорах с Федеральным президентом Австрийской Республики Александром Ван дер Белленом, президент Республики Беларусь Александр Григорьевич Лукашенко заявил, что отказ Беларуси в членстве в Совете Европы не будет критичным для страны:
«Что касается Совета Европы и нашего членства, примете — спасибо, нет — потерпим».
На переговорах австрийский президент отметил, что отсутствие моратория на смертную казнь является главной преградой на пути вступления Беларуси в Совет Европы, подчеркнув, что его мнение поддерживается многими западными экспертами.
В 2020 году, несмотря на введённые ограничения в связи с пандемией COVID-19, белорусские эксперты участвовали в заседаниях различных органов Совета Европы. В этом году Беларусь подписала Расширенное частичное соглашение по культурным маршрутам, а в сентябре ратифицировала Конвенцию по фальсифицированной медицинской продукции и аналогичной преступной деятельности, представляющей угрозу для здравоохранения.
26 ноября 2020 года, на брифинге коллегий министерств иностранных дел Российской Федерации и Беларуси, министр иностранных дел Беларуси Владимир Владимирович Макей заявил о готовности Беларуси сотрудничать с Советом Европы только при условии согласования всех программ развития сотрудничества с белорусскими властями:
«Что касается конкретно Совета Европы, то мы заинтересованы в сотрудничестве с этой организацией. Мы работаем вместе с этой организацией в рамках ряда юридических инструментов, конвенций. Но если дело пойдет дальше таким образом, что Совет Европы будет без согласования с Беларусью принимать какие-то решения о программах сотрудничества с нашей страной, то мы просто прекратим любое взаимодействие с этой организацией».

## Сотрудничество
Беларусь и Совет Европы сотрудничают в области охраны природы (национальный парк «Беловежская пуща» и Березинский биосферный заповедник обладают дипломами охраняемых территорий Совета Европы) и медицины (Лаборатория фармакопейного и фармацевтического анализа Центра экспертиз и испытаний в здравоохранении Министерства здравоохранения Республики Беларусь обладает статусом ассоциированного члена в Европейской сети Официального медицинского контроля лабораторий.